# Fuerte Olimpo
Fuerte Olimpo là một thành phố ở Paraguay. Đây là thủ phủ của tỉnh Alto Paraguay. Thủ phủ của vùng Alto Paraguay, cách xa 838 km so với Asunción, nằm bên sông Paraguay, ban đầu gọi là Fuerte Bordón. Thành phố này còn được gọi là "la Puerta de entrada al Pantanal", lối vào Pantanal. Fuerte Olimpo nằm về phía đông của Chaco Boreal về bờ phía đông của sông Paraguay gần sông Blanco, phía bắc là khu vực đất ẩm được bao quanh bởi một km lớn 4 bức tường dài.